# Yngve Bergqvist
Nils Yngve Bergqvist, född 3 februari 1948 i Frösö församling i Jämtland, är svensk entreprenör.  1990 grundade han Ishotellet i Jukkasjärvi.

## Biografi
När Bergqvist först kom till Kiruna arbetade han med miljöfrågor på LKAB. I början på 1970-talet återuppväckte han Jukkasjärvi hembygdsgård tillsammans med  hembygdsföreningen som då hade legat i träda under en tioårsperiod. Han arrangerade också forsränningsturer för turister med gummibåtar.
Efter att 1988 besökt flera kalla platser världen över grundade Bergqvist år 1990 Icehotel AB och började vintertid bygga ishotellet i Jukkasjärvi vid Torneälven. Hotellet byggs upp varje år av 30 000 ton snö och 4 000 ton is och består av kompletta anläggningar med rum och sviter, en iskyrka och en bar. Ishotellkonceptet har varit mycket framgångsrikt och lockar besökare från hela världen. Sommartid anordnas också konstutställningen och varje år försöker man utveckla verksamheten.
Bergqvist är fortfarande 2015 styrelseledamot i Icehotel AB samt i sidobolagen Icehotel Creative Experience AB (ordförande) och Icebar AB. Dessutom är han styrelseledamot i Progressum i Kiruna AB samt ordförande i både Spaceport Sweden AB och Kaamos i Jukkas AB.
Den 17 juni 2003 var Bergqvist sommarvärd i P1:s radioprogram Sommar. Bergkvist utsågs till hedersdoktor vid Luleå tekniska universitet 2001. 2002 utsågs han av föreningen Svenskar i Världen till Årets svensk i världen.